# Geoffrey Wright
Geoffrey Wright, né en 1959, est un réalisateur et scénariste australien qui a remporté un succès en 1992 avec le film culte Romper Stomper, avec Russell Crowe dans le rôle principal. 
En 1994, il réalise le thriller Metal Skin avec Ben Mendelsohn dans le rôle principal. Plus tard, il réalise le film d'horreur pour adolescents Cherry Falls avec Brittany Murphy dans le rôle principal. En 2006, il adapte Macbeth de Shakespeare au cinéma avec les acteurs Sam Worthington et Lachy Hulme.

## Filmographie

### Cinéma

#### Courts métrages
- 1989 : Lover Boy (en), en tant que réalisateur et scénariste

#### Longs métrages
- 1992 : Romper Stomper, en tant que réalisateur et scénariste
- 1994 : Metal Skin (en), en tant que réalisateur et scénariste
- 2000 : Cherry Falls, en tant que réalisateur
- 2006 : Macbeth, en tant que réalisateur et scénariste

### Télévision

#### Séries
- 1996 : Épisode 5, A Fallen Woman de la série Naked: Stories of Men (en), en tant que réalisateur.
- 2018 : Romper Stomper (TV series) (en), réalisateur et scénariste de certains épisodes.